# 多萨瓜斯
多萨瓜斯，是西班牙巴伦西亚自治区巴伦西亚省的一个市镇。总面积122平方公里，总人口448人（2001年），人口密度4人/平方公里。